# 太空城市 (游戏)
《太空城市》（英語：Startopia）是一款由Mucky Foot Productions开发、Eidos于2001年发行的电脑游戏。游戏中玩家管理不同的空间站，以将它们发展为为大众中心为目标。游戏中常有滑稽的弦外之音、轻松的幽默，还有卡通式的外星人。BAFTA曾将其列入2001年年度游戏候选名单。